# Д’Арси, Джеймс
Джеймс Саймон Д’Арси (англ. James Simon D'Arcy; род. 24 августа 1975, Лондон, Англия, Великобритания) — британский актёр театра, кино и телевидения.

## Биография
Джеймс Саймон Д’Арси родился 24 августа 1975 года в Фулеме, Лондон, где был воспитан матерью Кэролайн (медсестра) вместе со своей младшей сестрой Шарлоттой. Его отец умер, когда Джеймс был ещё ребёнком. После завершения своего обучения в Christ’s Hospital в 1991 году юный Джеймс отправился на год в Австралию и работал в драм. отделе школы в городе Перт, где у него и проявился интерес к актёрскому мастерству. По возвращении в Лондон поступил в театральную школу и прошёл трёхлетний курс в Лондонской академии музыки и драматического искусства, получив степень бакалавра в этой области (в 1995 году).
За время работы в Лондонской академии он участвовал в подготовке следующих спектаклей: «Геракл», «Как вам это понравится», «Дикий мёд», «Свобода города» и «Шерлок Холмс». Вот что сам Д’Арси сказал об окончании театрального училища: «Только тогда, когда я окончил курс и забыл свой диплом в автобусе, я понял, что стал актёром».

## Карьера
Его первые появления на телеэкранах — небольшие роли в сериалах «Безмолвный свидетель» (1996) и «Дэлзил и Пэскоу» (1996), далее последовали роли в телевизионных фильмах. В 1997 году он сыграл Блифила в мини-сериале «История Тома Джонса, найдёныша». В 1999 году он играл вместе с Дэниелом Крейгом в драме «The Trench», а также получил небольшую роль в комедии «Отель „Парадизо“».
С 2001 года Д’Арси играет крупные роли центральных персонажей в мини-сериале «Rebel Heart» (2001, Эрни Койн), «Жизнь и приключения Николаса Никлби» (2001, Николас Никлби) вместе с Софией Майлс и Чарльзом Дэнсом, играет в фильме «Страж тьмы» (2001, Джейк Мартел). В 2002 году он сыграл молодого Шерлока Холмса в телевизионном фильме «Шерлок: Дело зла». В 2003 году он сыграл роль Барнаби Каспия в фильме «Точки над i» вместе с Гаэлем Гарсиа Берналем и Наталией Вербеке, а также роль Джима Каддона в сериале «P.O.W» в 2003 году. Он также получил широкое признание, когда сыграл лейтенанта Тома Пуллингса в фильме Питера Уира «Хозяин морей: На краю земли», вместе с Расселом Кроу и Полом Беттани.
Он играл в фильмах ужасов «Изгоняющий дьявола: Начало» (2004, отец Фрэнсис), «Призрак Красной реки» (2005, Ричард Пауэлл) и "Вампирша (2007, Бишоп). Кроме того, он появляется на телевидении в роли Дерека Кеттеринга в эпизоде сериала «Пуаро» — «Тайна «Голубого поезда»» (2005), в роли Джерри Бертона в сериале «Мисс Марпл Агаты Кристи» — «Одним пальцем», Тиберия Гракха в эпизоде «Революция» сериала «Древний Рим: Взлёт и падение Империи» (2007), а также в роли Тоби Клиффорда в «Fallen Angel» (2007), Тома Бертрама в «Мэнсфилд-парке».
Он также работал на радио BBC, озвучивая произведения «Тэсс из рода д’Эрбервиллей» Томаса Харди, «Дракула» Брэма Стокера и Уинифред Холтби «Людная улица». А также сыграл роль Дункана в сериале «Тайный дневник девушки по вызову».
В 2011 году он сыграл роль короля Эдуарда VIII в «МЫ. Верим в любовь», второй фильм Мадонны в качестве режиссёра. В 2015 году снялся в фильме «Агент Картер» (киновселенная «Marvel») в роли Эдвина Джарвиса.

## Награды
- Номинация на премию Иэна Чарльстона в 2002 году (за выдающуюся игру в классической роли) — роль Пирса Гевстона, любовника Эдуарда II в одноимённой пьесе.

## Фильмография
| Год  | Название                                   | Роль                                                                    | Примечания                                                |
| ---- | ------------------------------------------ | ----------------------------------------------------------------------- | --------------------------------------------------------- |
| 1996 | «Безмолвный свидетель»                     | Студент                                                                 | сериал (1 эпизод: «Долгий день, коротких ночей: Часть 1») |
| 1996 | «Дэлзил и Пэскоу»                          | Фрэнни Рут                                                              | сериал (1 эпизод: «Улучшение обучения»)                   |
| 1996 | «Бруксайд»                                 | Мартин Кэткарт                                                          | сериал (1 эпизод: «Вещи, чтобы разобраться»)              |
| 1997 | «Кентервильское привидение»                | лорд Чешир                                                              | телевизионный фильм                                       |
| 1997 | «Тайны Рут Ренделл»                        | Николай Хаутхорн                                                        | сериал (2 эпизода: «взяточничество и коррупция»)          |
| 1997 | «Ледяной дом»                              | Джонатан Мэйбери                                                        | (телевизионный фильм)                                     |
| 1997 | «Уайльд»                                   | друг                                                                    |                                                           |
| 1997 | «Танец под музыку времени»                 | Николай Дженкинс                                                        | мини-сериал (1 эпизод: «двадцатки»)                       |
| 1997 | «История Тома Джонса, найденыша»           | Блифил                                                                  | мини-сериал (в 5-ти эпизодах)                             |
| 1998 | «Норман Ormal: Очень политических Turtle»  | второй мужчина                                                          |                                                           |
| 1998 | «Hiccup»                                   | Барри                                                                   | короткометражка                                           |
| 1999 | «Sunburn»                                  | Фил                                                                     | сериал (1 эпизод: «Эпизод №.1.1»)                         |
| 1999 | «В июле 1916: Битва на Сомме» / The Trench | Колин Дэвентри                                                          |                                                           |
| 1999 | «Отель „Парадизо“»                         | Тимоти Баркер                                                           |                                                           |
| 2001 | «Rebel Heart»                              | Эрни Койн                                                               | мини-сериал (4 эпизода)                                   |
| 2001 | «Жизнь и приключения Николаса Никлби»      | Николас Никлби                                                          | Тв фильм                                                  |
| 2001 | «Страж тьмы» / Revelation                  | Джейк Мартэлл                                                           |                                                           |
| 2001 | «Dark Realm»                               | Дин                                                                     | сериал (1 эпизод: «Party On»)                             |
| 2002 | «Come Together»                            | Джек                                                                    | телевизионный фильм                                       |
| 2002 | «Сэр Гавейн и Зелёный Рыцарь»              | Сэр Гавейн                                                              | телевизионный фильм                                       |
| 2002 | «Шерлок: Дело зла»                         | Шерлок Холмс                                                            | телевизионный фильм                                       |
| 2003 | «Точки над i»                              | Барнаби Ф. Каспиан                                                      |                                                           |
| 2003 | P.O.W                                      | Джим Каддон                                                             | сериал (6 эпизодов)                                       |
| 2003 | «Хозяин морей: На краю земли»              | 1-й лейтенант Том Пуллингс                                              |                                                           |
| 2004 | «Изгоняющий дьявола: Начало»               | отец Фрэнсис                                                            |                                                           |
| 2005 | «Призрак Красной реки»                     | Ричард Пауэлл                                                           |                                                           |
| 2005 | «Пуаро Агаты Кристи»                       | Дерек Кеттеринг                                                         | сериал (1 эпизод: «Тайна „Голубого поезда“»)              |
| 2006 | «Мисс Марпл Агаты Кристи: Перст указующий» | Джерри Бертон                                                           | телесериал (2-й сезон)                                    |
| 2006 | «Древний Рим: Расцвет и падение империи»   | Тиберий Гракх                                                           | серии ТВ (1 эпизод: «Революция»)                          |
| 2006 | «Битва за Рим»                             | Тиберий Гракх                                                           | телевизионный фильм                                       |
| 2007 | «Их»                                       | Каин Джонсон                                                            | телевизионный фильм                                       |
| 2007 | «Зеленый»                                  | Сай                                                                     | телевизионный фильм                                       |
| 2007 | «Падший ангел»                             | Тоби Клиффорд                                                           | мини-сериал (1 эпизод: «Правосудие Strangers»)            |
| 2007 | «Мэнсфилд-парк»                            | Том Бертрам                                                             | телевизионный фильм                                       |
| 2007 | «Вампирша» / Rise: Blood Hunter            | Бишоп                                                                   |                                                           |
| 2007 | «Тайны инспектора Линли»                   | Гай Томпсон                                                             | сериал (1 эпизод: «Знай врага своего»)                    |
| 2007 | «Persuasion»                               | Дэн Робертс                                                             | короткометражка                                           |
| 2008 | «Воспоминания неудачника»                  | Джек Адамс                                                              |                                                           |
| 2008 | «Раскопки»                                 | Капитан Робертс                                                         | сериал (1 эпизод: «Линии войны»)                          |
| 2008 | «The Commander: Abduction»                 | Джерри Дэлэйни                                                          | телевизионный фильм                                       |
| 2009 | «Eastmens»                                 | доктор Питер Истмэн                                                     | телевизионный фильм                                       |
| 2009 | «Навстречу шторму»                         | Джок Колвилл                                                            | фильм Colville ТВ                                         |
| 2009 | «Виртуальность»                            | докторРоджер Фэлон                                                      | телевизионный фильм                                       |
| 2009 | «Тайный дневник девушки по вызову»         | Дункан Этвуд                                                            | сериал (8 серий)                                          |
| 2010 | «Natural Selection»                        | Джон Генри Уилсон                                                       | короткометражка                                           |
| 2011 | «Полет лебедя»                             | Алексис Паппас                                                          |                                                           |
| 2011 | «Эпоха героев»                             | Ян Флеминг                                                              |                                                           |
| 2011 | «Тюремщик» / Screwed                       | Сэм Норвуд                                                              |                                                           |
| 2011 | «МЫ. Верим в любовь»                       | Король Эдуард VIII                                                      |                                                           |
| 2011 | «Ищейка» / The Closer                      | Алекс Бэнкс                                                             | сериал (7 сезон, 1 эпизод: «Рецидивист»)                  |
| 2011 | «Дубликаты»                                | Бобби Саковски                                                          |                                                           |
| 2012 | «Эффект домино»                            | Марк                                                                    |                                                           |
| 2012 | «Облачный атлас»                           | молодой Руфус Сиксмит, старый Руфус Сиксмит, медбрат Джеймс, архивариус |                                                           |
| 2012 | «Хичкок»                                   | Энтони Перкинс                                                          |                                                           |
| 2012 | «Как стать леди»                           | Алек Осборн                                                             |                                                           |
| 2012 | «Накануне вечером»                         | Том                                                                     |                                                           |
| 2013 | «Философы. Урок выживания»                 | Профессор Эрик Зимит                                                    |                                                           |
| 2014 | «Типа копы»                                | Мосси Касик                                                             |                                                           |
| 2014 | «Те кто убивает»                           | Томас Шэффер                                                            | сериал (постоянно)                                        |
| 2015 | «Агент Картер»                             | Эдвин Джарвис                                                           | сериал (постоянно)                                        |
| 2015 | «Восхождение Юпитер»                       | Максимилиан Джонс                                                       |                                                           |
| 2015 | «Убийство на пляже»                        | Ли Эшворт                                                               | сериал (регулярно во 2 сезоне)                            |
| 2015 | «Уцелевшая»                                | Пол Андерсон                                                            |                                                           |
| 2016 | «Герника»                                  | Генри Стир                                                              |                                                           |
| 2017 | «Дюнкерк»                                  | полковник Виннент                                                       |                                                           |
| 2017 | «Снеговик»                                 | Филип Бэкер                                                             |                                                           |
| 2018 | «Родина»                                   | Томас Энсон                                                             | 7 сезон                                                   |
| 2018 | «Лодка» / Das Boot                         | Джек Синклер                                                            | мини-сериал                                               |
| 2019 | «Мстители: Финал»                          | Эдвин Джарвис                                                           |                                                           |
| 2019 | «Горячая зона»                             | Тревор Родс, глава ЦКЗ                                                  | мини-сериал                                               |
| 2020 | «Шесть минут до полуночи»                  | капитан Дрей                                                            |                                                           |
| 2020 | «Сделано в Италии»                         |                                                                         | режиссёр, автор сценария                                  |
| 2020 | «Литий Икс»                                | Адам                                                                    |                                                           |
| 2021 | «Леонардо»                                 | Лодовико Сфорца                                                         | сериал                                                    |
| 2023 | «Оппенгеймер»                              | Патрик Блэкетт                                                          |                                                           |